# Municipio de Penn (condado de Shelby)
El municipio de Penn (en inglés: Penn Township) es un municipio ubicado en el condado de Shelby en el estado estadounidense de Illinois. En el año 2010 tenía una población de 107 habitantes y una densidad poblacional de 1,74 personas por km².

## Geografía
El municipio de Penn se encuentra ubicado en las coordenadas 39°37′26″N 88°51′55″O / 39.62389, -88.86528. Según la Oficina del Censo de los Estados Unidos, el municipio tiene una superficie total de 61.53 km², de la cual 61,53 km² corresponden a tierra firme y (0 %) 0 km² es agua.

## Demografía
Según el censo de 2010, había 107 personas residiendo en el municipio de Penn. La densidad de población era de 1,74 hab./km². De los 107 habitantes, el municipio de Penn estaba compuesto por el 99,07 % blancos y el 0,93 % eran de una mezcla de razas. Del total de la población el 0 % eran hispanos o latinos de cualquier raza.